# Lipová (Prešov)
Lipová é um município da Eslováquia, situado no distrito de Bardejov, na região de Prešov. Tem 3,92 km² de área e sua população em 2018 foi estimada em 70 habitantes.

## Demografia
| Ano:        | 1994 | 2004   | 2014    | 2024   |
| ----------- | ---- | ------ | ------- | ------ |
| Broj ljudi: | 104  | 94     | 81      | 83     |
| Razlika:    |      | -9,61% | -13,82% | +2,46% |

| Ano:               | 2023 | 2024   |
| ------------------ | ---- | ------ |
| Número de pessoas: | 81   | 83     |
| Diferença:         |      | +2,46% |